# Gladys Casely-Hayford

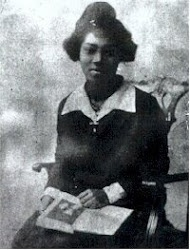
Gladys Casely-Hayford

Gladys May Casely-Hayford (* 11. Mai 1904 in Axim, Goldküste; † 23. August 1950 in Accra, ebenda) war eine ghanaisch-sierra-leonische Schriftstellerin, Dichterin und Künstlerin. Sie war die erste Schriftstellerin, die Werke in Krio verfasste.

## Leben

### Jugend und Ausbildung
Gladys Casely-Hayford wurde am 11. Mai 1904 in Axim in der damaligen britischen Kolonie Goldküste (heute Ghana) als Tochter des ghanaischen Politikers Joseph Ephraim Casely Hayford und der sierra-leonischen Schriftstellerin und Feministin Adelaide Smith Casely Hayford geboren. Sie verbrachte die ersten Jahre wechselweise in der Goldküsten-Kolonie und in England. Aufgrund der langen Aufenthalte in England, teils aufgrund der gesundheitlichen Probleme der Tochter wie der Mutter, trennte sich Joseph Casely-Hayford 1914, Gladys verblieb bei ihrer Mutter.
Gladys zog daher mit ihrer Mutter nach Freetown, dort besuchte sie die Annie Walsh Memorial School. Zu der Zeit begann sie erstmals Gedichte zu schreiben und soll aufgrund ihrer Sprachfertigkeiten ihre Lehrer beeindruckt haben. Auf Druck und Wunsch der Mutter, Gladys eine bessere Ausbildung zukommen zu lassen, finanzierte ihr Vater den Besuch einer Schule in England – Gladys zog im Alter von 16 Jahren nach Wales, um dort das Internat Penrhos College zu besuchen. Ohne Absprache mit der Mutter ließ Vater Joseph Casely-Herford seine Tochter später an eine andere Schule schicken. An letzterer lernte sie unter anderem Klavier und das Komponieren.

### Erste berufliche Schritte
1924 kehrte Gladys Casely-Hayford zurück in die Goldküsten-Kolonie, wo sie zunächst als Journalistin für die von ihrem Vater gegründete Wochenzeitung The Gold Coast Leader zu schreiben begann. 1926 zog Gladys auf Bitten ihrer Mutter nach Freetown, um dort in der von ihrer Mutter gegründeten Schule The Girls' Vocational School zu arbeiten. Sie lehrte vor allem „afrikanische Folklore“ und begann dabei auch erste Gedichte und Geschichten zu sammeln, umzuschreiben und zu veröffentlichen. Einige ihrer Gedichte erschienen unter anderem in dem amerikanischen Magazin The Atlantic Monthly unter ihrem Pseudonym Aqua Laluah. Daraufhin erhielt sie ein Angebot für einen Studienplatz am Radcliffe College for Women in Cambridge (Massachusetts, USA), lehnte jedoch zum Missfallen ihrer Mutter ab. Erst das zweite Studienangebot, an der Columbia University in New York, nahm Gladys an.

### Zwischenstationen in Europa
Ihre Reise nach New York (via London) dauerte länger als geplant, da Gladys Casely-Hayford nicht genügend Geld für ein amerikanisches Visum zusammen hatte. Zudem lernte sie auf ihrer Reise einen kamerunischen Musiker einer Jazz-Band kennen, verliebte sich in ihn und begleitete diesen und die Band für eine Weile nach Berlin. Erst auf Druck der Mutter verließ sie 1932 die Band – die sich derweil in Stockholm aufhielt – und schrieb sich am Ruskin College in Oxford ein. Aufgrund gesundheitlicher Probleme brach sie das Studium jedoch ab, kehrte zurück nach Freetown und unterstützte ihre Mutter wieder in der Mädchenschule.

### Ehe mit Arthur Benoni Hunter
1935/36 lernte Gladys den Reisenden Arthur Benoni Hunter kennen und verließ kurzentschlossen Freetown. Nach drei Jahren auf Reise kam das Paar in Accra an, wo Gladys ihren Sohn P. D. Casely Hayford gebar. Die Ehe scheiterte jedoch schnell und das Paar trennte sich nach der Rückkehr nach Freetown. Gladys zog es vor, weiterhin Gedichte zu schreiben und veröffentlichte eine kleine Gedichtsammlung mit dem Titel Take Um So. Anschließend zog sie wieder zurück in die Goldküsten-Kolonie, um dort als Lehrerin zu arbeiten.
Gladys Casely-Hayford starb am 23. August 1950 in Accra an Malaria.
Sie wurde in die Anthologie Daughters of Africa aufgenommen, die 1992 von Margaret Busby in London und New York herausgegeben wurde.